# Trigonopleura
Trigonopleura là một chi thực vật có hoa trong họ Peraceae, lần đầu tiên được mô tả như một chi vào năm 1887. Chi này là bản địa khu vực Indonesia, Malaysia và Philippines.

## Loài
Chi Trigonopleura gồm các loài:
1. Trigonopleura dubia (Elmer) Merr., 1916 - Philippines.
2. Trigonopleura macrocarpa Airy Shaw, 1981 - Sarawak.
3. Trigonopleura malayana Hook.f., 1887 - Malaysia bán đảo, Sumatra, Bangka, Borneo, Sulawesi.